# MillerCoors
Die Molson Coors Beverage Company (bis 1. Januar 2020: MillerCoors) ist ein Tochterunternehmen von Molson Coors, das das US-Geschäft des Konzerns betreibt.

## Geschichte
MillerCoors wurde 2008 als Joint Venture zwischen SABMiller und Molson Coors gegründet. Das Gemeinschaftsunternehmen bündelt die US-Marken der beiden Unternehmen um im Wettbewerb mit dem Marktführer AB-InBev besser zu konkurrieren. Im September 2015 gab SABMiller bekannt, ein Kaufangebot von AB-InBev zu akzeptieren. SABMiller veräußerte daraufhin im Oktober 2016 seine Anteile (50 % der Stimmrechte; 58 % am Kapital) für 12 Milliarden US-Dollar an den Kooperationspartner MolsonCoors.

## Marktposition und Struktur
Molson Coors Beverage Company braut und vermarktet seine Biere in den Vereinigten Staaten und Puerto Rico. Damit ist die Brauereigruppe der zweitgrößte Braukonzern in Amerika mit 25 Prozent Marktanteil. Molson Coors Beverage Company betreibt sieben große Brauereien, sowie mehrere Craft Breweries in den Vereinigten Staaten. Das Tochterunternehmen Tenth and Blake Beer Company ist innerhalb MillerCoors für das Craftbeer- und Importbiersegment zuständig.

## Marken
Die wichtigsten Marken von MillerCoors sind Blue Moon, Coors, Coors Light, Leinenkugel, Miller und Miller Lite. Des Weiteren werden noch die Biere Cristal, Fosters, Grolsch, Lech, Pilsner Urquell und Tyskie importiert.

## Brauereien

### Brauerei Albany
Die 1979 in Albany eröffnete Brauerei braute 2015 rund 11,7 Millionen Hektoliter. Die 550 Mitarbeiter brauen dort die Marken Miller Lite, Coors Light, Coors Light Citrus Radler und Redd’s Apple Ale.

### Brauerei Eden
2015 wurden in der 1978 in Eden gegründeten Brauerei rund 8,3 Millionen Hektoliter Bier der Marken Miller Lite, Coors Light und Blue Moon seasonal gebraut. Am Standort werden 522 Personen beschäftigt.  Im September 2015 kündigte MillerCoors an die Brauerei bis zum September 2016 zu schließen. Dagegen klagte die Pabst Brewing Company, die in Eden eigene Marken lohnbrauen lässt. Im Juni 2016 wurden die ersten 85 Mitarbeiter entlassen, im August 2016 folgten weitere 90 Entlassungen. Mittlerweile wurde die Brauerei geschlossen und das Gelände im Januar 2019 an ein Abbruchunternehmen verkauft.

### Brauerei Elkton
1987 gegründet, werden mittlerweile rund 9,4 Millionen Hektoliter jährlich im Shenandoahtal gebraut. Die 450 Mitarbeiter produzieren die Marken Coors Light, Blue Moon Belgian White, Killian’s Irish Red, Keystone und Keystone Light.

### Brauerei Fort Worth
In Fort Worth wird seit 1966 eine Brauerei betrieben. 2015 produzierten 545 Mitarbeiter rund 10 Millionen Hektoliter der Marken Miller Lite, Miller High Life, Miller64, Miller Genuine Draft, Coors Light, Mickey’s, Milwaukee’s Best, Hamm’s, Keystone Light, Olde English 800, Old Milwaukee, Steel Reserve Alloy Series, Foster’s, Sparks, Third Shift, Redd’s Apple Ale und Fortune. Die Brauerei in Fort Worth war die erste die Miller Lite produzierte.

### Brauerei Golden

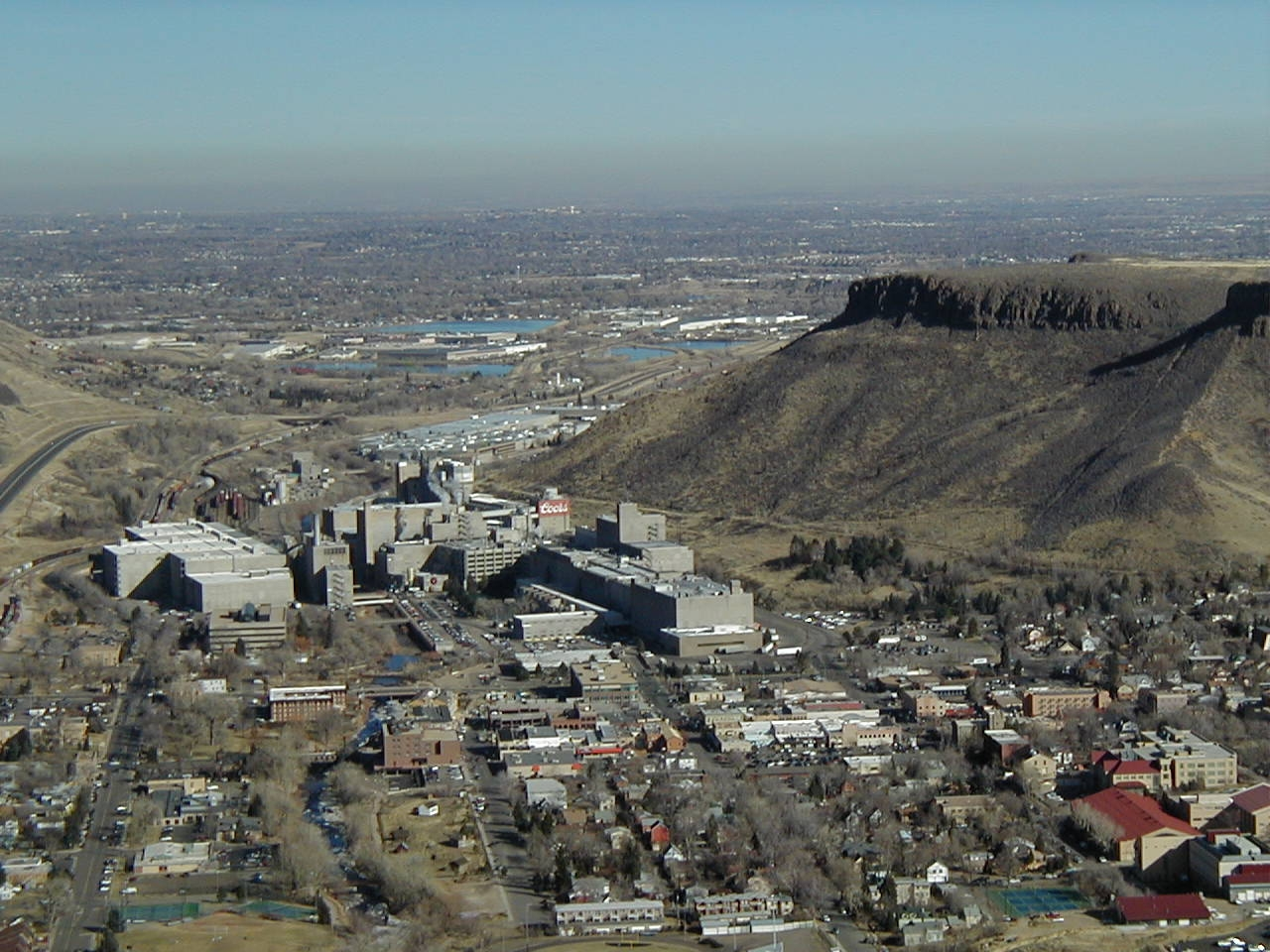
Die Brauerei in Golden

Die erste Brauerei von Coors wurde 1873 in Golden gegründet. 2015 brauten 900 Mitarbeiter rund 15,2 Millionen Hektoliter Bier. In Golden werden die Marken Blue Moon Belgian White, Coors Banquet, Coors Light, Killian’s Irish Red, Icehouse, Keystone, Miller Genuine Draft, Miller High Life, Miller Lite und Steel Reserve gebraut.

### Brauerei Irwindale
1980 in Irwindale eröffnet brauen heute (2015) 535 Personen rund 8,2 Millionen Hektoliter Bier der Marken Miller Lite, Coors Light, Miller High Life, Miller Genuine Draft, Keystone Light, Steel Reserve und Mickey’s. 2020 wurde die Brauerei in Irwindale an die Pabst Brewing Company verkauft.

### Brauerei Milwaukee

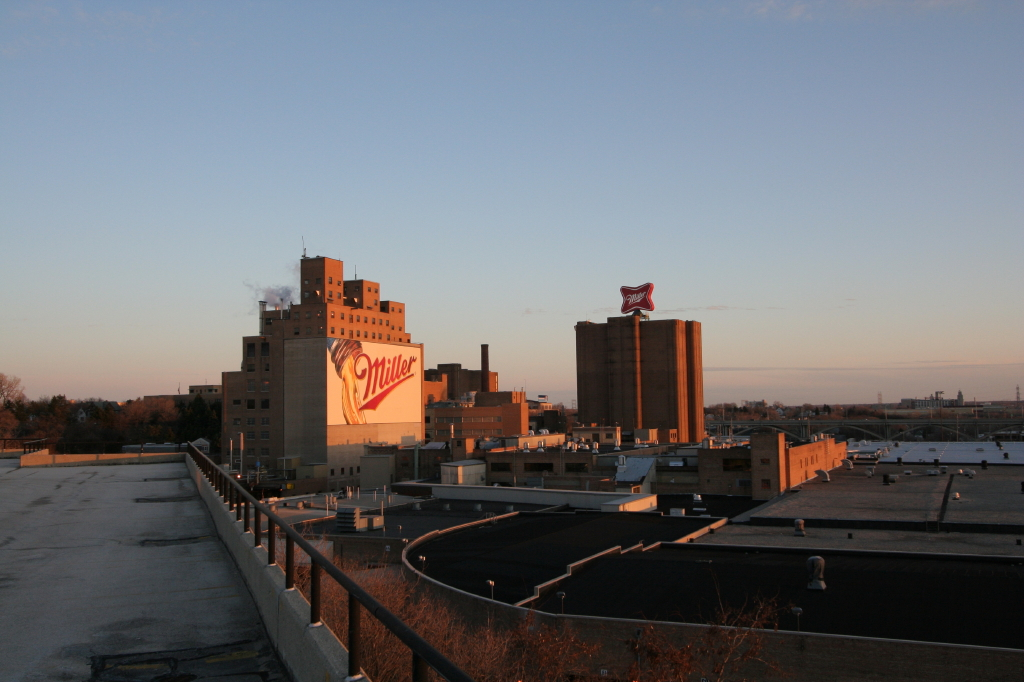
Die Brauerei in Milwaukee

Die 1855 in Milwaukee gegründete Brauerei ist der Ursprung von Miller. Heute (2015) arbeiten dort 1230 Personen (600 in der Verwaltung) und brauen rund 11,7 Millionen Hektoliter der Marken Miller Lite, Miller High Life, Miller Genuine Draft, Coors Light, Redd’s Apple Ale und Leinenkugel’s Summer Shandy.

### Brauerei Trenton
1991 eröffnete die Brauerei in Trenton, Ohio. Produzierte Menge 2015: 12,9 Millionen Hektoliter. 510 Mitarbeiter brauen die Marken Miller Lite, Coors Light, Miller High Life und Third Shift.

### Atwater Brewery
Die Brauerei wurde 1997 in Detroit gegründet. Von 2020 bis 2024 gehörte die Brauerei zu MillerCoors. Anschließend wurde sie an Tilray verkauft.

### Blue Moon Brewery
Blue Moon wurde 1995 in Denver direkt neben dem Coors Field gegründet. Im Juli 2016 eröffnete eine zweite Brauerei im River North Art District.

### Hop Valley Brewing
Die Brauerei in Eugene wurde im Juli 2016 mehrheitlich von MillerCoors übernommen. 2024 wurde die Brauerei mit drei weiteren Brauereien an Tilray Brands verkauft.

### Jacob Leinenkugel Brauerei

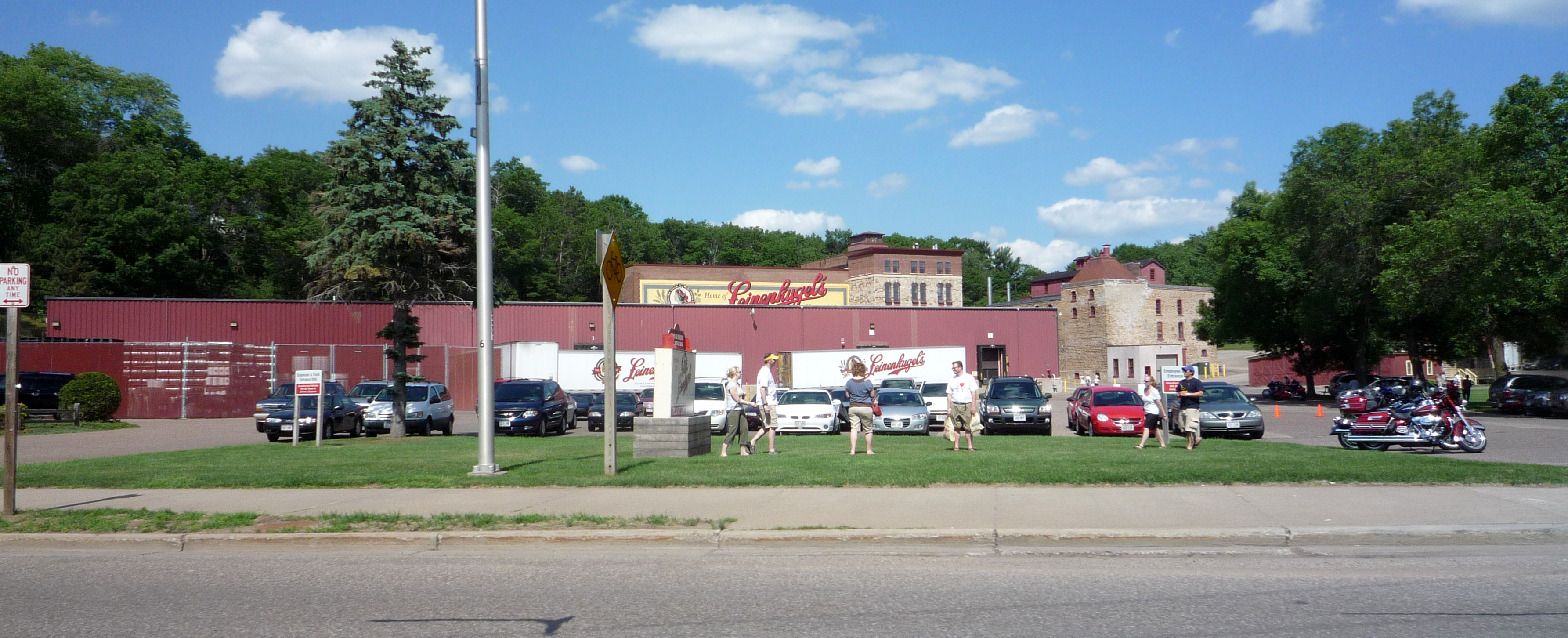
Leinenkugels Brewery in Chippewa Falls

Leinenkugel betreibt eine Brauerei in Chippewa Falls und eine in Milwaukee.

### Revolver Brewing
Die Revolver Brewing Company wurde 2012 in Granbury gegründet. Im August 2016 wurde sie von MillerCoors gekauft. 2024 wurde die Brauerei mit drei weiteren Brauereien an Tilray Brands verkauft.

### Saint Archer Brewing
Die Saint Archer Brewery in San Diego wurde im September 2015 von MillerCoors übernommen. Die Brauerei braut jährlich rund 41.000 hl Bier. 2022 wurde die Braustätte in Miramar einem Vorort von San Diego an die Kings & Convicts Brewing Co. verkauft. Bereits 2023 wurde die Braustätte an die Fall Brewing Company weiterverkauft.

### Terrapin Beer Company
Im Juli 2016 erwarb MillerCoors die Terrapin Beer Co. mit Sitz in Athens. 2024 wurde die Brauerei mit drei weiteren Brauereien an Tilray Brands verkauft.